# 志琮
志琮（1873年—1952年4月18日），费莫氏，字叔瑜，號地山，又名费志琮，满洲正蓝旗人，清朝官員，書法家。女费莫氏嫁载濂次子溥修。

## 生平
志琮於光緒二十四年（1898年）中式戊戌科二甲進士，同年五月，改翰林院庶吉士。光緒二十九年四月，散館，著以知县即用。自光緒二十九年（1901年）起，先後署廣西岑溪、昭平、賀縣知縣，歷升潯州府、梧州府、廣州府知府，蒼梧道尹、潮循道尹。中華民國間，曾任陸榮廷、吳佩孚顧問。
1951年7月，被中華人民共和國聘任為政务院文史研究館館員。1952年4月18日病逝。
志琮工書法，精鑑賞。